# Huntsville, Arkansas
Huntsville är administrativ huvudort i Madison County i Arkansas. Ortens grundare kom till trakten från Huntsville i Alabama år 1827. Postmästaren John Buchanan försökte i ett tidigt skede få igenom ett namnbyte till Sevierville för att hedra Ambrose H. Sevier men han misslyckades.

## Kända personer från Huntsville
- Gary Miller, politiker